# Hugh Matheson (industriel)
 (novembre 2024).
Si vous disposez d'ouvrages ou d'articles de référence ou si vous connaissez des sites web de qualité traitant du thème abordé ici, merci de compléter l'article en donnant les références utiles à sa vérifiabilité et en les liant à la section « Notes et références ».
Hugh Mackay Matheson, né le 23 avril 1821 et mort le 8 février 1898, est un industriel écossais du XIXe siècle, commerçant, ministre laïc de l'Église d'Écosse et partisan des missions de l'église presbytérienne en Chine. Associé principal de Matheson and Company et président fondateur du groupe minier Rio Tinto.